# Список периодов регионального мира
Pax (с лат. — «мир, отсутствие войны»; восходит к праиндоевр. *pak- «укреплять») — слово, в сочетании с названием страны, нации, народа или же некой концепции, обозначающее эпоху расцвета, доминирования некоей империи или же идеи, то есть буквально «Мир под властью <…>». Термин в качестве обозначения имперской теории мира (Pax Romana) впервые употребил римский философ-стоик Луций Анней Сенека, после чего выражение прочно прижилось в исторической и политологической литературе.
- Pax Aegyptiaca
- Pax Americana
- Pax Assyriaca
- Pax Britannica
- Pax Dei
- Pax Europaea
- Pax Germanica
- Pax Hispanica
- Pax Hollandica
- Pax Islamica
- Pax Mongolica
- Pax Lithuanica
- Pax Nicephori
- Pax Tokugawa[1]
- Pax Ottomana
- Pax Khazarica
- Pax Praetoriana
- Pax Romana
- Pax Sinica
- Pax Sovietica
- Pax Syriana
- Pax Nomadica
- Pax Slavica
- Pax Tatarica
- Pax Rossica
- Pax Ucrainica
- Pax Christiana